# Márkos András (szobrász)
Márkos András (Kolozsvár, 1919. február 6. – Kolozsvár, 1972. május 18.) erdélyi magyar szobrász.

## Életútja
Középiskolát szülővárosa Unitárius Kollégiumában végzett (1938), ahol rajztanára, Tóth István szabad iskolai kurzusain is foglalkozott vele. Szakmai tanulmányait a Bukaresti Szépművészeti Főiskolán kezdte meg (1938–40), majd Budapesten a Képzőművészeti Főiskola szobrászati és pedagógiai szakán szerzett oklevelet (1944). Cornel Medrea, illetve Bory Jenő és Szőnyi István irányította, majd a kor kiváló szobrászával, Medgyessy Ferenccel talált kapcsolatot. Hazatérése után Székelykeresztúron rajztanár (1944–50), ahol diákjaiból megalakította a Kriza János Népi Kollégiumot; 1951-től haláláig a kolozsvári Képzőművészeti Középiskola tanára.

## Munkássága
Pályája kezdetén érdeklődéssel fordult a szociográfiai falumunka felé, végzett néprajzi, népművészeti és népzenei gyűjtést, szervezett tánccsoportot, énekkart. 1942 nyarán a kászonszéki falvakban végzett gyűjtőmunkájáról Kászoni kapuk című tanulmányában számolt be (kötetben holta után jelent meg). Rajzokkal illusztrált Homoródalmási szállások című írását Gunda Béla méltatta (első közlésben Ethnographia, Budapest, 1958/3).
Korai szobrain még tanulóéveinek emlékei érződnek (Kalauznő; Apó; Táncoló lányok; Rucatöltő; Termékenység), ezeket követi a népéletből kiinduló közösségi élmények feldolgozása (Leány öntözőkannával; Lábmosó; Kapás kisleány). A művészi groteszk lehetőségeit kutatva készített kasírozott maszkokat, pléhkivágásokat (Nagy Imre; Vigyori; Iszonyú; Vérszomj; Szájtáti; Elbölcsült).
Szobrászatában az 1960-as évek közepétől a műkő, illetve színezett cement használata hoz korszakváltást. Előbb portrékat mintázott belőle, kitűnő lélektani ábrázolásokat (Horváth István; Páll Lajos; Balázs Imre), majd kompozíciós műveket alkotott, ezek közül a Haragvó Toldi és a többalakos Budai Ilona ballada-képsora a kisbaconi Benedek Elek Emlékház parkjában áll. Elmélyült előtanulmányok után alkotta meg a Ferenczy Béni művéhez hasonlóan deheroizáló szellemű, realista Petőfi-szobrát, ezt bronzba öntve 1973. január 21-én avatták fel Székelykeresztúr főterén. Egy – valamivel korábban készült – Petőfi-mellszobra 1992 óta ugyancsak Székelykeresztúron, a Petőfi Sándor Általános Iskola előtt áll. Pályatársairól, művészeti-irodalmi életünk ismert alakjairól (Abodi Nagy Béla, Kányádi Sándor, Kovács Zoltán, Aurel Ciupe, Andrásy Zoltán, Benczédi Sándor, Szervátiusz Tibor) krétarajzban készült karikatúráit is csak halála után mutatták be a Korunk Galériában (1976).
Művészeti-esztétikai kisesszéivel, kortárs alkotókról írt pályarajzaival az Utunk, Igaz Szó, Korunk, Művelődés hasábjain jelentkezett. Bevezető tanulmányával jelent meg szobrász-társa, Benczédi Sándor Kisszobrok című albuma (Kolozsvár, 1959). Írásainak gyűjteményét Banner Zoltán rendezte sajtó alá Válaszok ismeretlen kérdezőnek (Kolozsvár, 1980) című alatt.